# Günther Schumann
Günther Schumann (* 6. August 1930 in Niederelsungen; † 17. Dezember 2014) war ein deutscher Naturfotograf.

## Leben
Schumann absolvierte eine Ausbildung zum Technischen Zeichner und Modellbauer, später wurde er Modellbaumeister in der Design-Abteilung eines Unternehmens der Großindustrie. Später wechselte er zur Hessischen Forstlichen Versuchsanstalt, bei der er als Technischer Angestellter und Projektleiter in der Abteilung für Waldschutz bis Ende 1993 tätig war.
Bekannt wurde er durch das Porträt des Lebens einer Füchsin (von Schumann Feline genannt, geboren im März 1990, gestorben vermutlich im Spätfrühling 2001) im Reinhardswald in Hessen. Er begleitete sie mit Fotoapparat und Filmkamera über einen Zeitraum von elf Jahren.
Er war unter anderem Mitglied in der Gesellschaft Deutscher Tierfotografen (GDT) und dem Forum lebendige Jagdkultur.

## Werke
- Faszination Wald. Impressionen – Erlebnisse – Begegnungen. 2000
- Wilde Füchse – ganz vertraut. 2006. ISBN 978-3788811006
- Spuren am Fluss. 2008
- Abenteuer am Fuchsbau: Bilder aus dem Leben einer Fuchsfamilie. 2010
- Mehr als Freunde. Ein Leben unter Füchsen. Dokumentation. DVD